# MONK’estra Plays John Beasley
MONK’estra Plays John Beasley ist ein Jazzalbum von John Beasley. Die um 2019 entstandenen Aufnahmen erschienen 2020 auf Mack Avenue Records.

## Hintergrund
Bei den ersten beiden Veröffentlichungen des MONK'estra des Pianisten John Beasley, John Beasley presents MONK'estra vol. 1 (2016) und John Beasley presents MONK'estra vol. 2 (2017) ging es für den Pianisten und Bandleader darum, die anhaltende Vitalität der Kompositionen des Pianisten Thelonious Monk darzustellen.  Beide Platten wurden für frühere Grammy Awards in der Kategorie Best Large Jazz Ensemble Album nominiert.
Mit dem dritten Album lässt John Beasley seine Big Band erneut Monk-Themen spielen, Stücke wie „Monk's Mood“, das Medley „Rhythm-A-Ning“ /„Evidence“, „Off Minor“ und „Locomotive“. Diesmal lässt er jedoch mehr Raum für seine eigenen Kompositionen, insgesamt acht, und Werke anderer Komponisten, die für seine Karriere von großer Bedeutung waren, wie Duke Ellington („Come Sunday“). Für einen Teil der Stücke des Albums hat sich Beasley in einer kleineren Gruppe mit langjährigen Kollegen wie dem Bassisten John Patitucci, dem Schlagzeuger Vinnie Colaiuta („Sam Rivers“) und dem Mundharmonikaspieler Grégoire Maret (zu hören in „Monk’s Mood“) zusammengetan. Weitere Gastmusiker sind der Saxophonist Bob Sheppard, der Organist Joey DeFrancesco (in den Monk-Stücken „Rhythm-A-Ning“ und „Evidence“), der Sänger Jubilant Sykes (in „Come Sunday“) und der Flötist Hubert Laws, zu hören in Monks „Locomotive“.

## Titelliste
- John Beasley: MONK’estra Plays John Beasley (Mack Avenue MAC1172)[4]

1. Steve-O 	5:25
2. Sam Rivers 	4:00
3. Monk's Mood (Monk) 3:26
4. Donna Lee (Miles Davis, Charlie Parker) 5:36
5. Song for Dub 	4:41
6. Five Spot (Monk) 5:52
7. Implication 	4:19
8. Intermission 	0:42
9. Masekela 	5:44
10. Rhythm-A-Ning/Evidence (Monk) 6:27
11. Off Minor (Monk) 4:31
12. Be.YOU.tiful 	5:52
13. Locomotive (Monk) 5:38
14. Come Sunday (Ellington) 6:04

Sofern nicht anders angegeben, stammen die Kompositionen von John Beasley.

## Rezeption
Das Album wurde in der Kategorie Bestes Album eines größeren Jazzensembles für die Grammy Awards 2021 nominiert. Beasleys Version von „Donna Lee“ wurde für den Grammy in der Kategorie „Bestes Arrangement, Instrumental oder A Cappella“ nominiert. Die Redaktion von JazzTimes listete das Album auf Rang 19 der besten Neuveröffentlichungen des Jahres.
Der Down Beat zählte das Album zu den besten Alben des Jahres; in der Begründung hieß es: John Beasley hat die Blechbläser glänzender und ungestümer arrangiert, die tiefen Hörner grollender und seine geschmackvollen Keyboard-Parts auf seinem dritten Album mit dem gefeierten MONK'estra kunstvoll hervorgehoben. Beasley als Pianist und Komponist erweiterte sauber synchronisierte Abschnittsmotive – diese unauslöschlich skurrilen Monk-Phrasen – zu schwellenden Kulissen, die frei leidenschaftliche Solisten ausbalancieren, und ziehe noch melodischere, harmonischere und rhythmischere Implikationen in der Musik von Monk, Bird und Duke hervor.

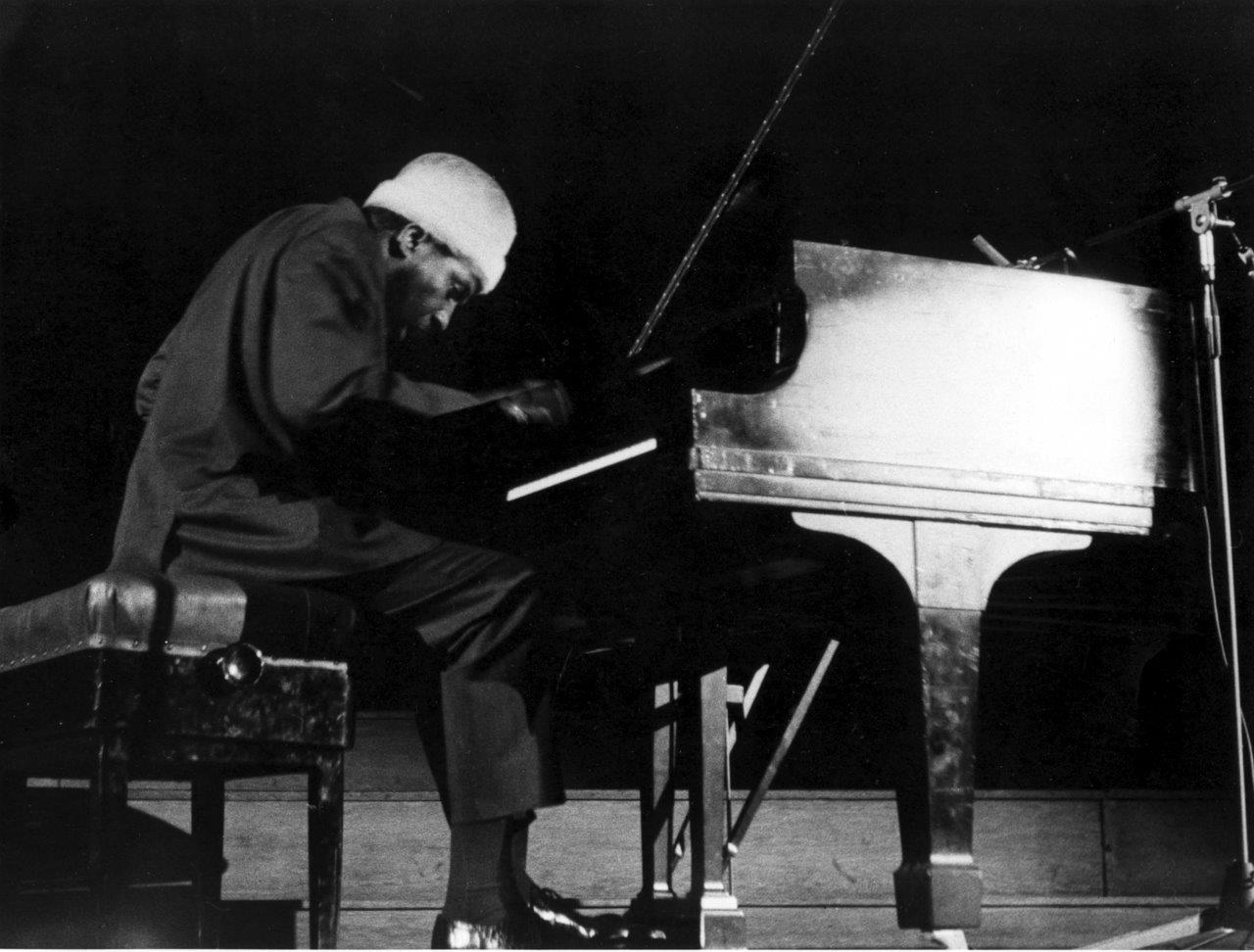
Thelonious Monk (1964)

Ebenfalls im Down Beat schrieb Howard Mandel, zu den Tugenden von Beasleys Arrangements gehöre, dass man ihrer niemals satt werde. Stattdessen wolle man mehr. Aufgrund der Fülle an Details, die hier aufgenommen werden müssen, sage das wirklich etwas aus. „Beasley hat einen brillanten musikalischen Geist und eine warme, aber explorative Ton, und seine Originale passten perfekt in das altehrwürdige Repertoire.“ Die Jazzgeschichte werde hier wunderbar von Beasley serviert, der sein Orchester dazu bringe, seine eigene einzigartige Vision zu verkörpern.
Nach Ansicht von Jim Worsley, der das Album in All About Jazz rezensierte, gibt es wahrscheinlich Hunderte von Versionen von „Donna Lee“, die im Laufe der Jahre aufgenommen wurden. Doch Beasley habe es geschafft, Donna Lee in einen würzigen neuen Gewand zu kleiden, der ins Ohr gehe. Monk habe seine Musik hauptsächlich in Trio-, Quartett- oder Quintettensemble präsentiert, der Bigband-Ansatz erweitere das Spektrum und behalte dennoch kunstvoll die wesentlichen Merkmale von Melodie, Skurrilität und Improvisation des Originals bei. In den Beasley-Kompositionen höre man sehr detailliert, wie sehr Monk Beasleys musikalischen Werkzeugkasten mariniert habe. Sie klingen alle so, als hätten sie von Monk geschrieben werden können, da sein Improvisationsstil und seine melodischen Wendungen angemessen sind. Stopps, Starts, unerwartete Veränderungen und Monks spielerisches Jubilieren seien alle wunderbar im Spiel. Die ersten beiden MONK'estra-Platten seien bereits außergewöhnlich. Was wir nun bekämen, sei Wachstum und frei fließende Erforschung, den Evolutionsprozess bei der Arbeit, resümiert der Autor.
Jean-Pierre Goffin (Jazz Halo) stellte fest, dass in einigen Kompositionen des Bandleaders der Bezug zu Thelonious Monk mit dem hinkenden Rhythmus, der Platzierung von Dissonanzen und den hier und da platzierten Zitaten präsent bleibe. Auch wenn Monk in jedem Stück gegenwärtig sei, gäben ihm Beasleys Arrangements und ständige Erfindungen neue Farben. Man müsse wirklich vom Monkischen Genie besessen sein, um dieses Maß an Empathie zu erreichen, meint der Autor. Mit MONK'estra Plays John Beasley werde der Monks Geist mit Klasse und Originalität verewigt.